# Hiranyaksha
No Hinduísmo, Hiranyaksha foi um Asura da especie Daitya, e um rei Dravida que morreu pelas mãos de Vishnu após ele (Hiranyaksha) levar a Terra para o fundo do oceano. Seu nome em Sânscrito literalmente significa "olho áureo".
Vishnu assumiu a forma de porco do mato branco (Sri Varaha) e mergulhou na água para erguer a Terra, no processo matando Hiranyaksha que estava obstruindo o caminho. O combate durou mil anos.
Ele tinha um irmão mais velho chamado Hiranyakashipu que, após ter realizado penitencias fez dele incrivelmente poderoso e invencível, foi mais tarde morto por Narasimha, outro avatar de Vishnu.